# East Ilsley
East Ilsley – wieś i civil parish w Anglii, w Berkshire, w dystrykcie (unitary authority) West Berkshire. W 2011 civil parish liczyła 538 mieszkańców. East Ilsley jest wspomniana w Domesday Book (1086) jako Eldeslei. East Ilsley było Hildeslei i Eldeslai w 11 wiek, Hildele, Odesle, Hildeslegh, Estylstod, Estyldesle, Estchildesley, Esthildesle i Estillesley w 13 wiek, Ildesle, Hilderle, East Tillesley, Yildersley i Hillesley w 15, Illyssley i  Estillysley w 16 wiek i Estilsley, Estillsley, Illesley, East Hillesley, East Islesley i East Ilsley w 17 wiek.